# Le Volant d’Or de Toulouse 2007
Der Volant d’Or de Toulouse 2007 im Badminton fand vom 31. Mai bis zum 3. Juni 2007 in Toulouse statt.

## Finalergebnisse
| Disziplin    | Sieger                              | Finalist                      | Ergebnis          |
| ------------ | ----------------------------------- | ----------------------------- | ----------------- |
| Herreneinzel | Przemysław Wacha                    | Petr Koukal                   | 21:13 21:17       |
| Dameneinzel  | Tracey Hallam                       | Anna Rice                     | 21:18 21:15       |
| Herrendoppel | Carsten Mogensen Mathias Boe        | Kristof Hopp Ingo Kindervater | 22:24 21:12 21:9  |
| Damendoppel  | Elin Bergblom Johanna Persson       | Elodie Eymard Weny Rahmawati  | 21:11 21:15       |
| Mixed        | Ingo Kindervater Kathrin Piotrowski | Kristof Hopp Birgit Overzier  | 21:12 16:21 21:14 |